# Charles Lannie
Joseph Charles Lannie (ur. 21 sierpnia 1881 w Boom, zm. 3 czerwca 1958 w Berchem) – belgijski gimnastyk, medalista olimpijski.
W 1920 r. reprezentował barwy Belgii na letnich igrzyskach olimpijskich w Antwerpii, zdobywając srebrny medal w wieloboju drużynowym. Startował również w wieloboju indywidualnym, zajmując 19. miejsce.